# Forêt d'Harenna
La forêt d'Harenna est une forêt d'altitude située dans le massif du Balé, dans la région éthiopienne d'Oromia, au sud-est du pays. Elle couvre les pentes méridionales du massif, en grande partie sur le parc national du Mont Balé. 
C'est l'une des rares forêts préservée du pays. Elle couvre 4 000 km2. Elle est extrêmement dense, les rares clairières qu'on y trouve sont isolées et éloignées les unes des autres, ce qui fait qu'elle est très difficilement pénétrable et la faune qu'elle abrite n'est que très peu dérangée.

## Histoire naturelle
La forêt, et le massif du Balé plus largement, largement inhabités, sont méconnus sur le plan scientifique ; a contrario du reste de l'Éthiopie, très peu de choses sont écrites à leur sujet avant les années 1950. 

### Flore et faune

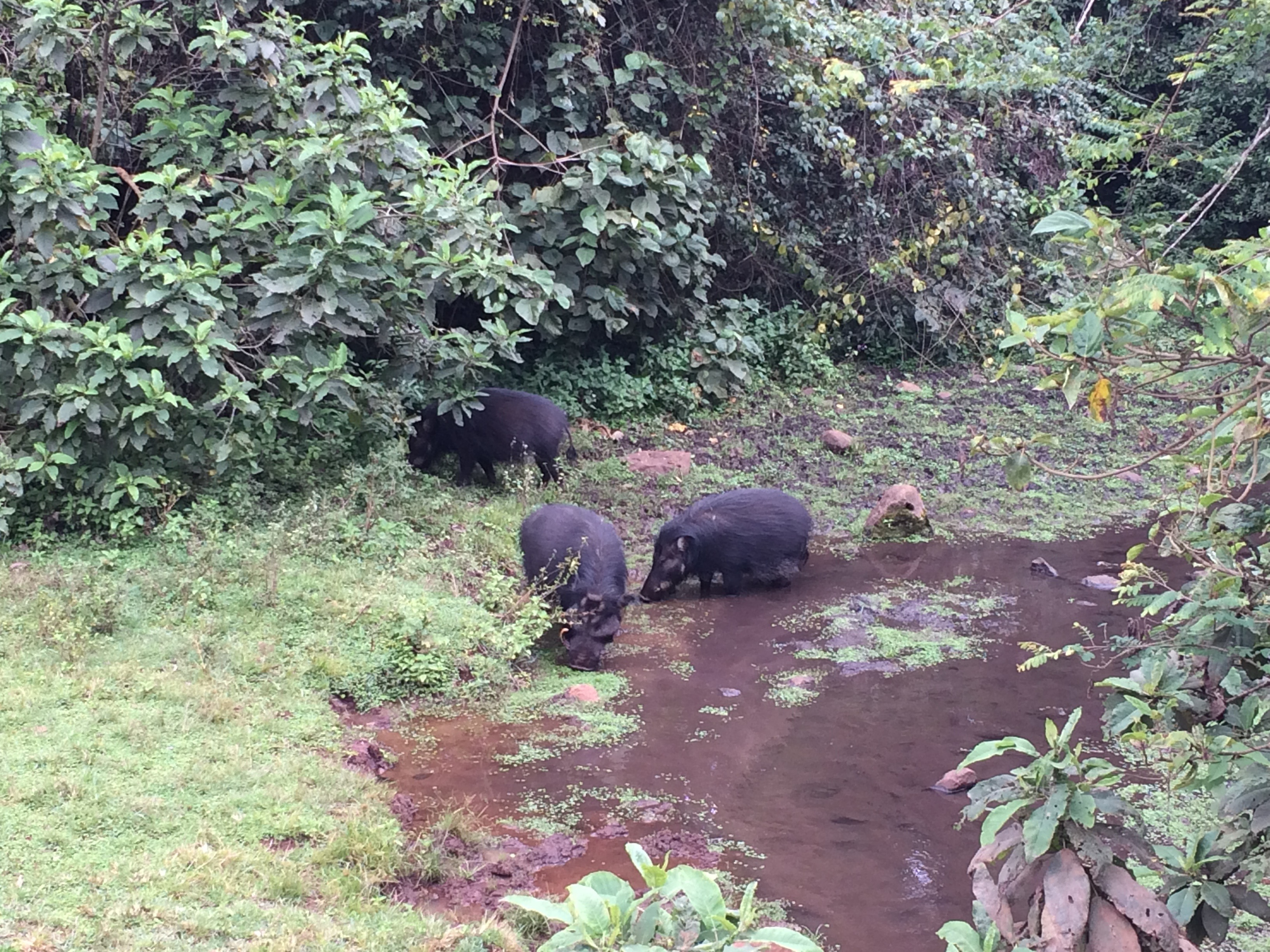
Hylochères dans la forêt.

La partie supérieure de la forêt est une « forêt de nuages », baignant dans une brume humide quasi continuelle ; elle abrite une large ceinture de bambous, qui poussent sur les pentes raides. La partie aux altitudes inférieures est plus sèche.
La forêt est riche en espèces endémiques de plantes, en mammifères, en amphibiens et en oiseaux. L'espèce d'arbre endémique Maytenus harenensis (en) est classée « vulnérable » par l'UICN en raison de l'exploitation forestière. On y trouve des plants de Coffea arabica à l'état sauvage.
La forêt d'Harenna est l'un des refuges pour le  lycaon, une espèce en danger du fait de la pression anthropique. Le plateau Sanetti abrite quant à lui le très rare loup d'Abyssinie.